# Papierstärke

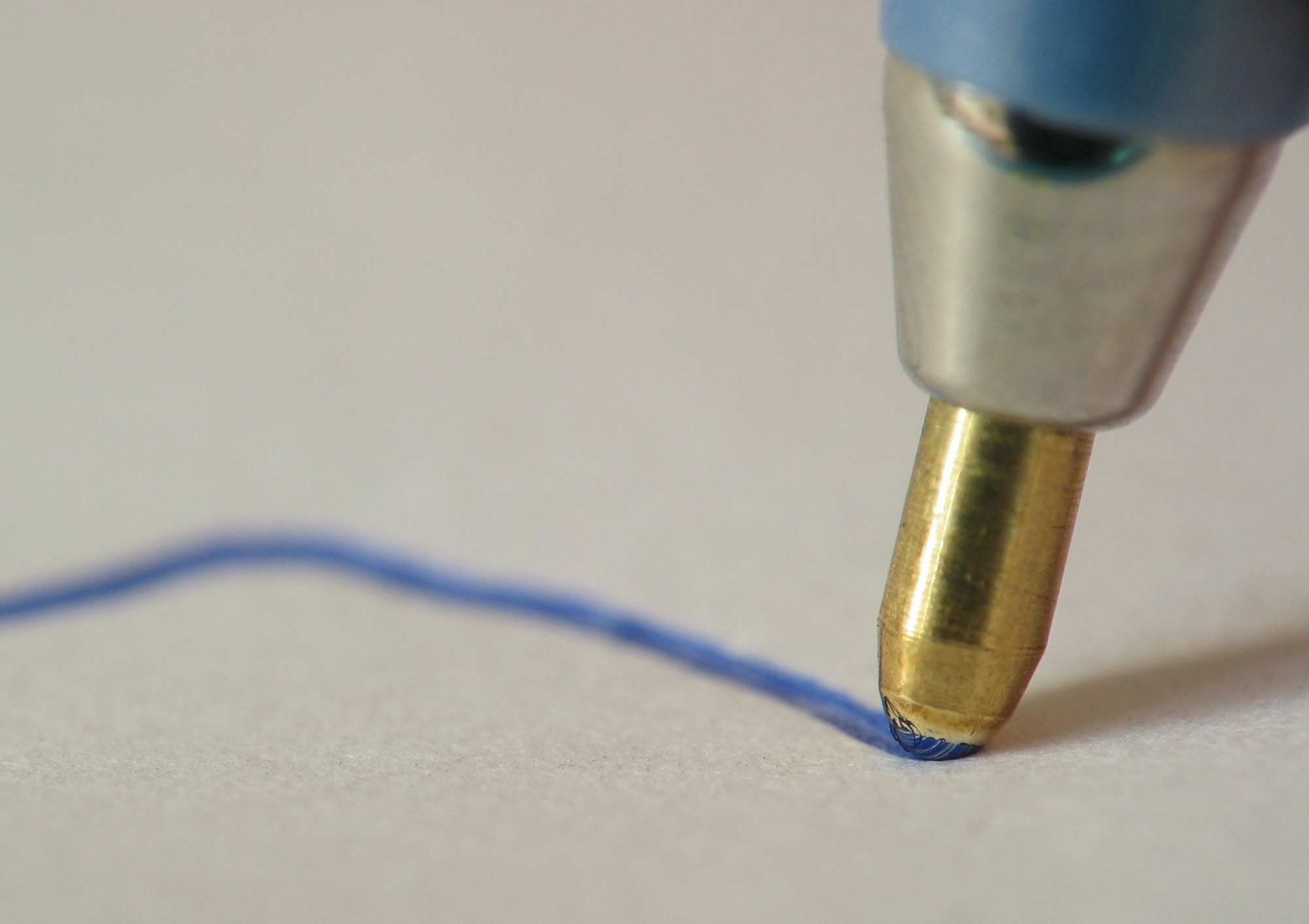
Ohne Leimung würden Schreibtinten auf dem Papier verlaufen

Papierstärke ist modifizierte und native Stärke, die bei der Papierherstellung zur Behandlung der Papieroberfläche, der so genannten Leimung bzw. Imprägnierung, und Stärkung eingesetzt wird. Sie verschließt aufgrund der Polymerisierung des enthaltenen Gluten die Oberfläche und verbessert damit die Eigenschaften des Papiers, um es beschreib- oder mit wässrigen oder alkoholischen Tinten bedruckbar zu machen. Der Effekt beruht auf einer Hydrophobierung des Papiers, das in seinem Normalzustand hydrophil ist.
In ungeleimtem Zustand würden wasserbasierte und niedrigviskose Schreibmaterialien wie Tinte oder Tusche verlaufen, und die Kapillarität des Papieres würde so ein sauberes Schriftbild behindern, wie es bei ungeleimten Produkten wie etwa Toilettenpapier oder Küchenkrepp der Fall ist. Ähnliche Effekte können auch durch den Einsatz von modifizierter Cellulose (beispielsweise Carboxymethylcellulose) oder Polyvinylalkohol erreicht werden.
Für die Herstellung von Papierstärke werden vor allem Kartoffelstärke, Maisstärke und Weizenstärke verwendet, in geringeren Mengen auch Erbsenstärke, Reisstärke und Maniokstärke.